# 902 هـ
902 هـ هي سنة في التقويم الهجري امتدت مقابلةً في التقويم الميلادي بين سنتي 1496 و1497.

## وفيات
- أجود بن زامل
- الظاهر قانصوه
- شمس الدين السخاوي
- سنة 902هـ الموافق 1497 م ؛ توفي العلامة المؤرخ شمس الدين محمد بن عبد الرحمن السخاوي، صاحب كتاب «الإعلان بالتوبيخ لمن ذم التاريخ».